# Woruch
Woruch (tadż. Ворух) – dżamoat w Tadżykistanie, eksklawa tego kraju na terenie Kirgistanu. Zamieszkiwany przez 23 tys. osób. 95% mieszkańców to Tadżycy, a 5% – Kirgizi. Woruch jest zlokalizowane na południe od góry Ak-Tasz (3058 m n.p.m.). Stało się enklawą po rozpadzie Związku Radzieckiego w 1991. Zajmuje powierzchnię 130 km². Woruch jest terytorium spornym (prawa do niego roszczą sobie zarówno Tadżykistan, jak i Kirgistan).